# Dorshi Lobsang Thubten Chöphel
Dorshi Lobsang Thubten Chöphel; tib. dor zhi blo bzang thub bstan chos 'phel དོར་ཞི་བློ་བཟང་ཐུབ་བསྟན་ཆོས་འཕེལ་; (* 1936 in Dorshi, Tianzhu, Gansu), kurz Dorshi, der 6. Dorshi Rinpoche (dor zhi rin po che) aus der Gelug-Schule des tibetischen Buddhismus, ist einer der bedeutendsten Tibetologen in China. Bei Dorshi Rinpoche handelt es sich zudem um einen der bedeutendsten tibetischen Lehrer innerhalb der Grenzen der VR China, insbesondere in Amdo, der sich u. a. auch kritisch damit auseinandersetzt, wie der Buddhismus von einfachen Gläubigen aufgefasst wird und inwiefern diese Auffassung Defizite im sozialen Engagement nach sich zieht. Als Besonderheit seines Wirkens hervorzuheben sind Arbeiten zum tibetischen Tantra-Qigong
Dorshi lehrt am Institut für tibetische Sprache und Kultur der Nationalitäten-Universität des Nordwestens in Lanzhou in der Provinz Gansu.

## Leben
Er wurde 1936 in einem kleinen tibetischen Dorf von Tianzhu geboren. Im Alter von fünf Jahren wurde er von Rinpoche Ouqu, dem Großen Sutrenmeister (Sutracarya) des Zehnten Penchen Lama (1938–1989), als Wiedergeburt des Fünften Rinpoche und Abt des Dorshi-Klosters ausgewählt. Im Alter von neun wurde er offiziell Abt des Dorshi-Klosters. Im Alter von sechzehn Jahren wurde er der wichtigste Sutracarya (Großer Sutrenmeister) des Gelugpa-Klosters Chörten Thang in Tianzhu.
In seiner Kindheit und frühen Jugend studierte er mit einigen wichtigen und bekannten hochrangigen Lehrern des tibetischen Buddhismus. Er hat die Meisterung des tibetischen Buddhisten durch umfassendes Studium und Praxis aus verschiedenen Schulen erreicht:

„Dorshi Rinpoche had been taught by many great masters like Lakho Rinpoche and more than 10 other great masters respectively from Duochen Monastery, Shimen Monastery, TianTang Monastery, Laboleng (Labang) Monastery and etc. His Eminence, a great achiever has also been highly praised by 14th His Holiness Dalai Lama, 10th Penchan Lama and Kungtang Lama. (Dorshi Rinpoche wurde von vielen großen Meistern unterrichtet, darunter dem Lakho Rinpoche und mehr als zehn anderen großen Meistern aus dem Dorshi-Kloster. Das Kloster steht im Hauptort der gleichnamigen Gemeinde im Norden von Tianzhu in Gansu und ist der Herkunftsort von Dorshi Rinpoche. Durch die chinesische Schreibweise Duoshen 朵什 (auch Duoshi lesbar) und Duoshen Si 朵什寺 (auch Duoshi lesbar) wird der Zusammenhang mit Dorshi 多识 nicht leicht erkannt, Shimen-Kloster, Tiantang-Kloster, Labrang-Kloster usw. Seine Leistungen wurden auch vom 14. Dalai Lama, dem 10. Penchen Lama und dem Gungthang Lama hoch gepriesen.)“

Verschiedene Wunder sollen sich durch seine Gegenwart ereignet haben.

## Werke
- gsang chen thabs lam nyer mkho rnal 'byor snying nor, ed. Dor-zhi-gdong-drug-snyems-blo. Beijing: Mi-rigs dpe-skrun khang, 1991.
- dor zhi gdong drug snyems blo’i dpyad rtsom phyogs bsgrigs (Gesammelte Abhandlungen von Dor zhi gdon drug snyems blo). Beijing: Minzu chubanshe. 1996.
- Dorshi, Wisdom from a Loving Heart, Ethnic Publishing House, Beijing, February 1996. ISBN 7-105-02584-0 (china.org.cn: "A Popular Expounding on Three Essential Buddhist Doctrines," "An Explanation of Pradjnaparamitahrdaya-sutra" (also known in its short form as "Heart Sutra"), "An Analysis of the Diamond Sutra," and "Problems Concerning the Rituals of Practicing Kalachakra (the Wheel of Time)," covering Buddhist doctrines, disciplines, important scriptures of Exoterism and Esoterism. Most of the papers based on Dorshi's lectures on Tibetan Buddhism since 1992. With a preface by the auth or, entitled "Wisdom from a Loving Heart."[14])

- Vorwort zu: Marpa Lotsawa, Tibetan Tantric Concentration Meditation: Six Yogas of Naropa, Sichuan Ethnic Publishing House, Chengdu, November 1997. ISBN 7-5409-1917-5. Chinesische Übersetzung und Anmerkungen von Se Wanzhi and Wan Guo.

Quelle: